# Hans-Reiner Figulla

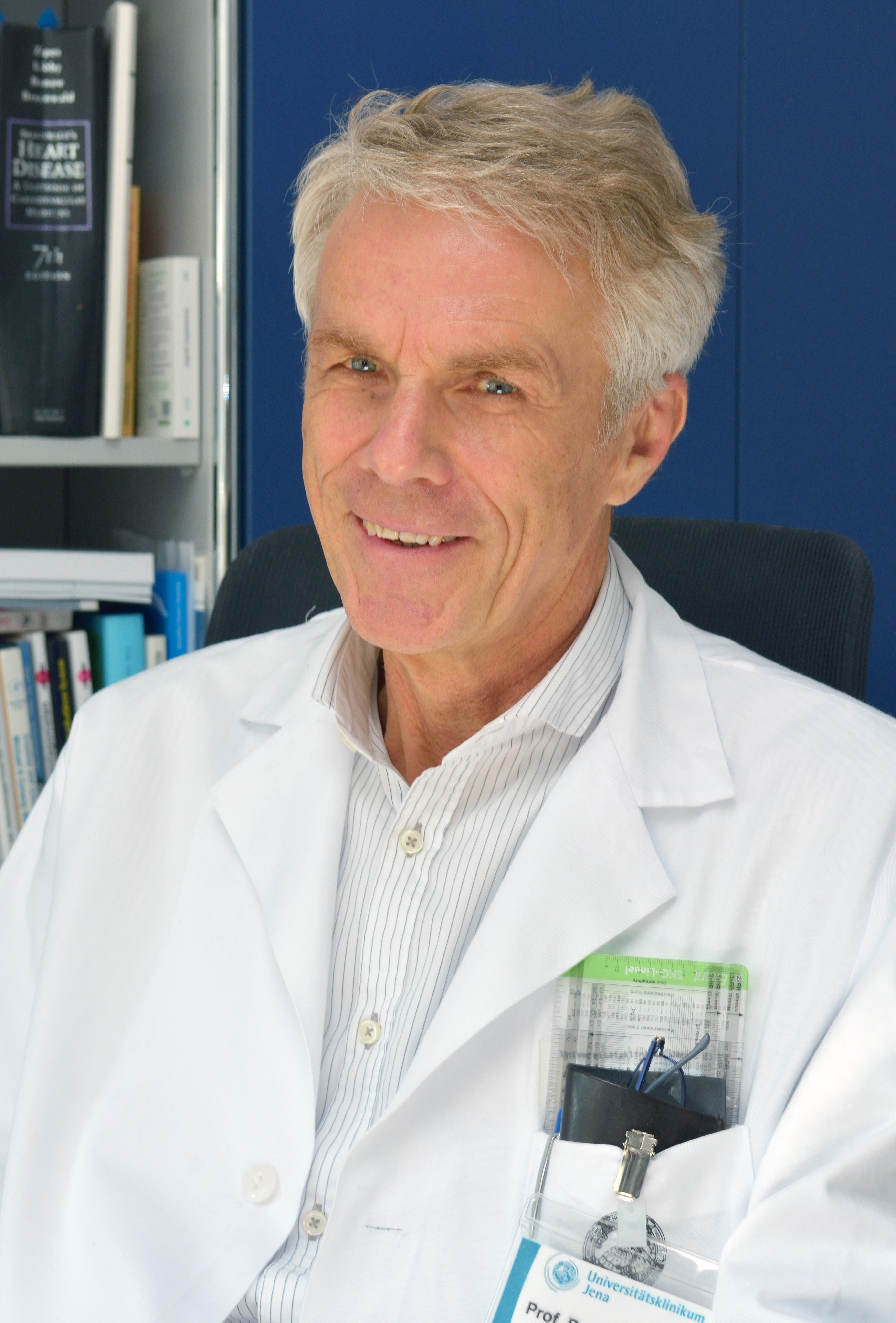
Hans-Reiner Figulla (2015)

Hans-Reiner Figulla (* 25. Juli 1949 in Göttingen) ist ein deutscher Kardiologe, Erfinder und emeritierter Universitätsprofessor.

## Leben
Figulla studierte Volkswirtschaftslehre von 1968 bis 1970 an der Albert-Ludwigs-Universität Freiburg und Medizin von 1971 bis 1976 an der Ludwig-Maximilians-Universität München sowie an der Universität in Freiburg im Breisgau. Figulla promovierte am Physiologischen Institut der Universität Freiburg über das Thema Die predominante Bedeutung des langsamen Membrankanals für den Erregungsprozess der Schrittmacherzelle bei Albrecht Fleckenstein.
1977 war er Medicinal Assistent am St. Mary’s Health Centre in St. Louis und erhielt im gleichen Jahr die Approbation. 1978 bis 1980 wirkte er als wissenschaftlicher Assistent am Max-Planck-Institut für Systemphysiologie in Dortmund bei Dietrich W. Lübbers mit. Von 1980 bis 1986 absolvierte Figulla die Ausbildung zum Facharzt für Innere Medizin an der Universitätsmedizin Göttingen, anschließend die Ausbildung zum Facharzt für Kardiologie. Im Jahr 1988 erfolgte die Habilitation in Göttingen im Fach Innere Medizin. Von 1988 bis 1997 war er Universitätsprofessor und Leitender Oberarzt der Klinik für Innere Medizin/Kardiologie und Leitender Oberarzt des Zentrums Innere Medizin in Göttingen. 1997 wurde er zum Ordinarius für Innere Medizin an der Friedrich-Schiller-Universität in Jena ernannt und übernahm die Leitung der Klinik für Innere Medizin I (Kardiologie, Angiologie, Internistische Intensivmedizin). 2015 beendete er seine klinische Tätigkeit und arbeitet seitdem an der Weiterentwicklung von kathetergeführten Herzklappen.
2003 gründete Figulla ein Unternehmen, das unter anderem einen Vorhofseptum-Occluder (Figulla Flex Septaloccluder) entwickelte und diesen weltweit vertreibt. 2006 gründete er zudem eine Firma zur Entwicklung und zum Vertrieb einer kathetergeführten Aortenklappe (JenaValve).  Im Jahr 2018 gründete er ein weiteres Unternehmen (Devie medical) zur interventionellen Behandlung der Endokarditis.
Zum Andenken seiner im Jahr 2001 verstorbenen Tochter stiftete er den Charlotte-Figulla-Preis, um Weltoffenheit, Zivilcourage und Kulturaustausch bei Jugendlichen zu fördern. Der Preis wird seit 2004 verliehen.

## Auszeichnungen und Preise
Figulla erhielt 2011 den Sven-Effert-Preis der Deutschen Gesellschaft für Kardiologie für seine Entwicklungen und Erfindungen im Bereich der Kardiologie. Zusammen mit seiner Arbeitsgruppe gewann er viermal den Innovationspreis des Bundesministeriums für Bildung und Forschung. 2008 wurde er von der Fraunhofer-Gesellschaft für den deutschen Zukunftspreis vorgeschlagen. Er erhielt 2024 das Verdienstkreuz am Bande des Verdienstordens der Bundesrepublik Deutschland.

## Schriften und Patente
- Schriftenverzeichnis in PubMed
- Patente im Europäischen Patentamt